# Northrop Grumman B-2 Spirit
Northrop Grumman B-2 Spirit, förkortat B-2, är ett amerikanskt bombflygplan som är konstruerad som en flygande vinge, gjort med smygteknik för att inte synas på radar. USA:s försvarsdepartement planerade att bygga 132 plan men i slutändan beviljade USA:s kongress endast köp av 21 flygplan.

## Bakgrund
B-2 blev med sitt låga antal tillverkade plan mycket dyrt per enhet. Det har beräknats att varje exemplar efter fördelning av utvecklings- och testprojektetskostnader, kostade mer än två miljarder dollar. Vart sjunde år måste planet tas ur tjänst och undergå en genomgång som tar ett år vilket kostar 60 miljoner dollar per plan. För varje timme i luften tillbringar B-2:an 50-60 timmar på marken för underhåll. 
B-2:ans stridsdebut var Kosovokriget (1999). Den har också använts i Afghanistankriget (2001–2021), Irakkriget (2003–2011) och Iran–Israel-kriget (2025).

## Haverier
B-2-flottan uppgår numera till 19 plan efter att två av dem havererat; ett i Guam 2008 och ett Whiteman Air Force Base, Missouri 2022.

## Vidareutveckling
Northrop Grumman B-21 Raider som är under anskaffning är en vidareutveckling av B-2 konceptet.

## Bilder

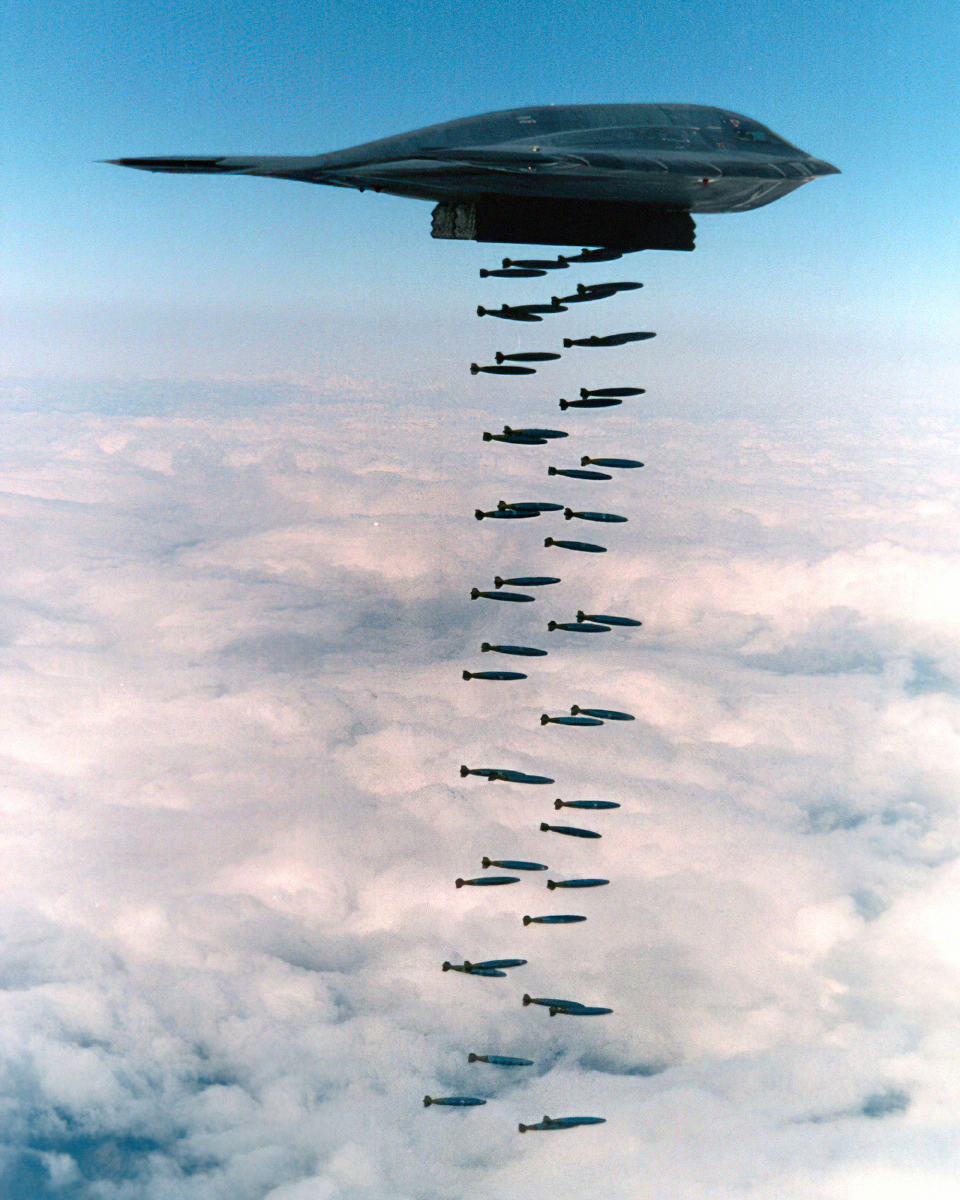
En B-2 släpper bomber år 1994.
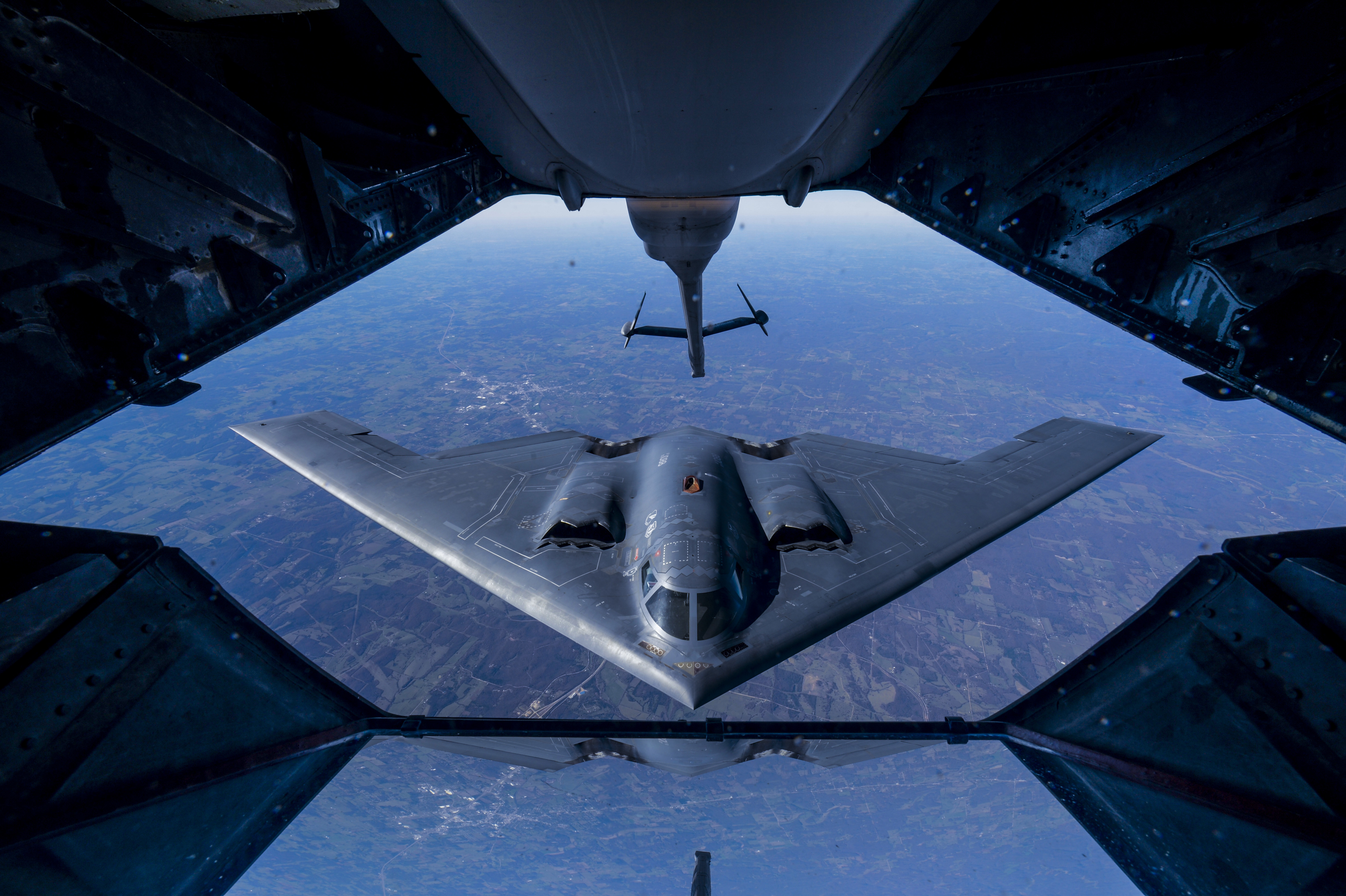
En B-2 förbereder för lufttankning.
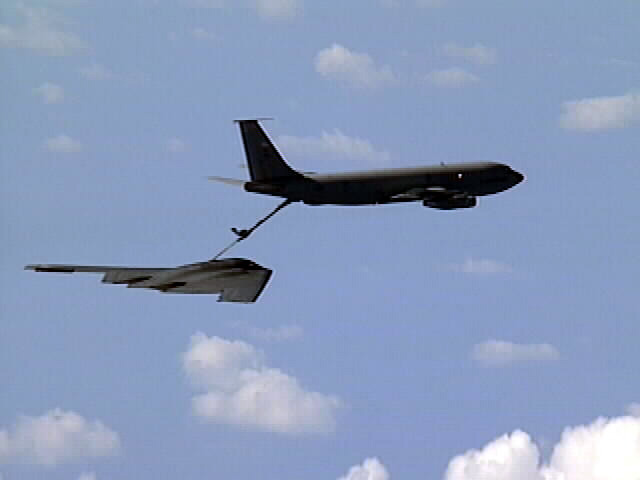
En B-2 tankas i luften från en Boeing KC-135 Stratotanker.
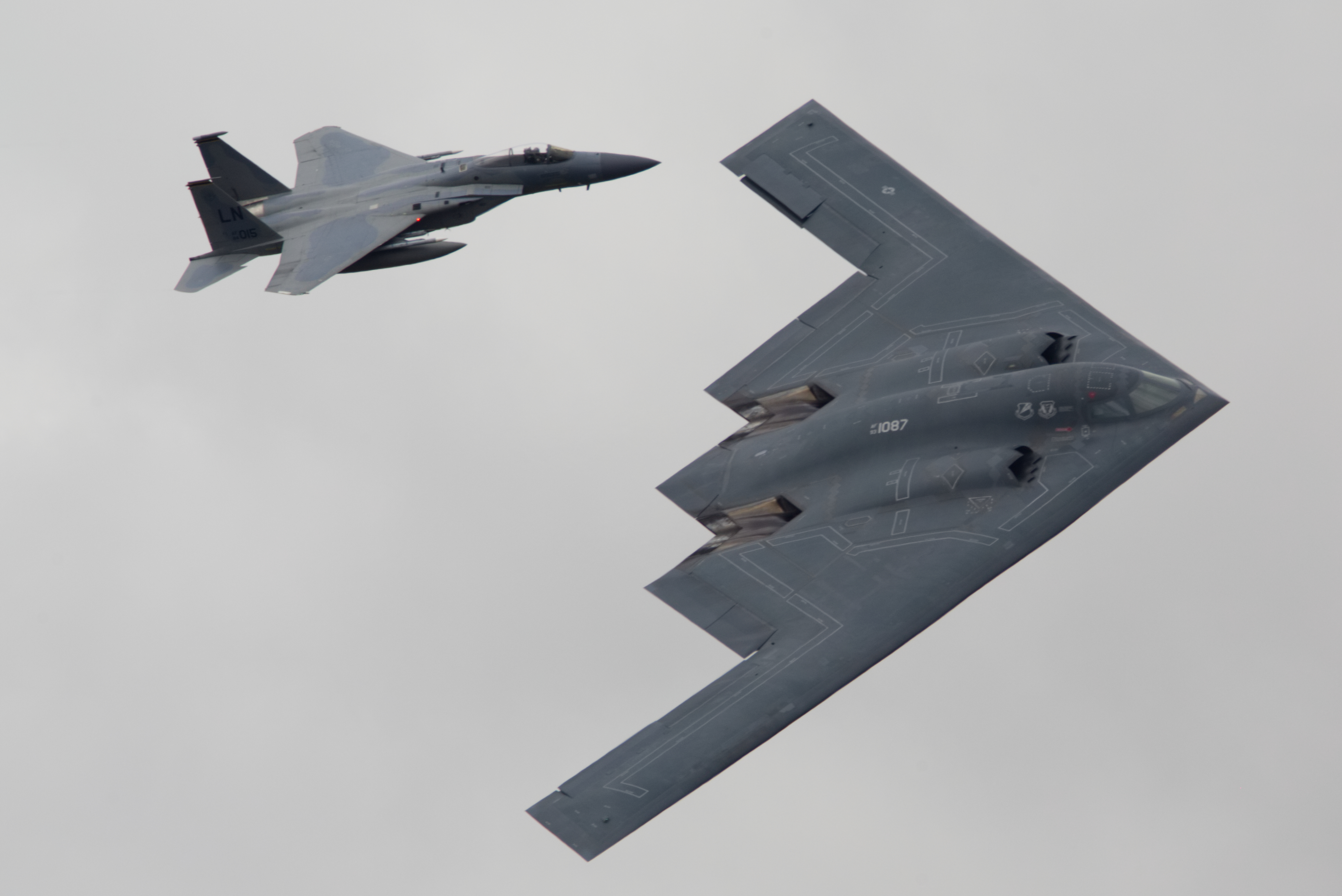
En B-2 och en McDonnell Douglas F-15C Eagle.
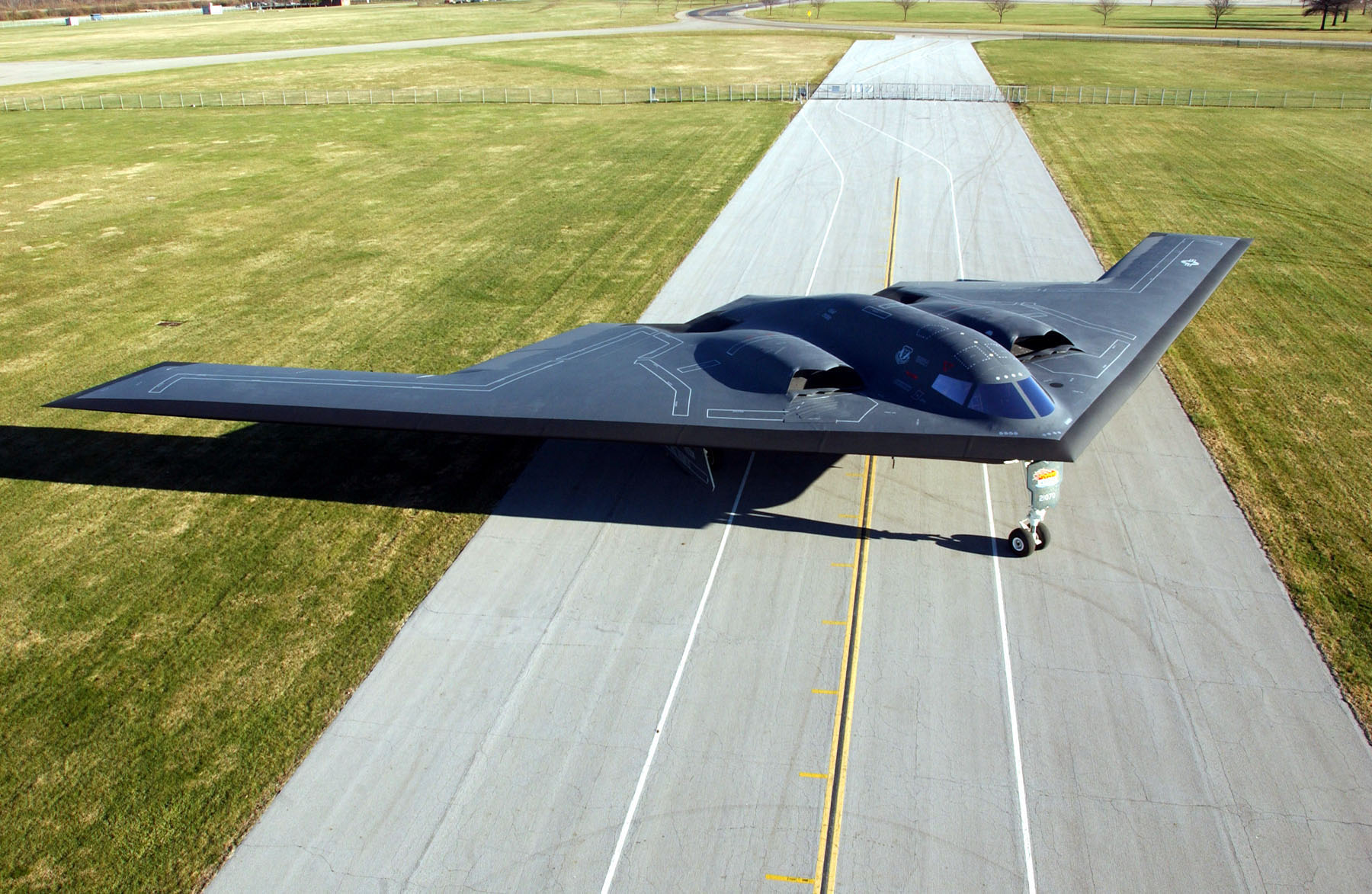
En B-2 på marken.
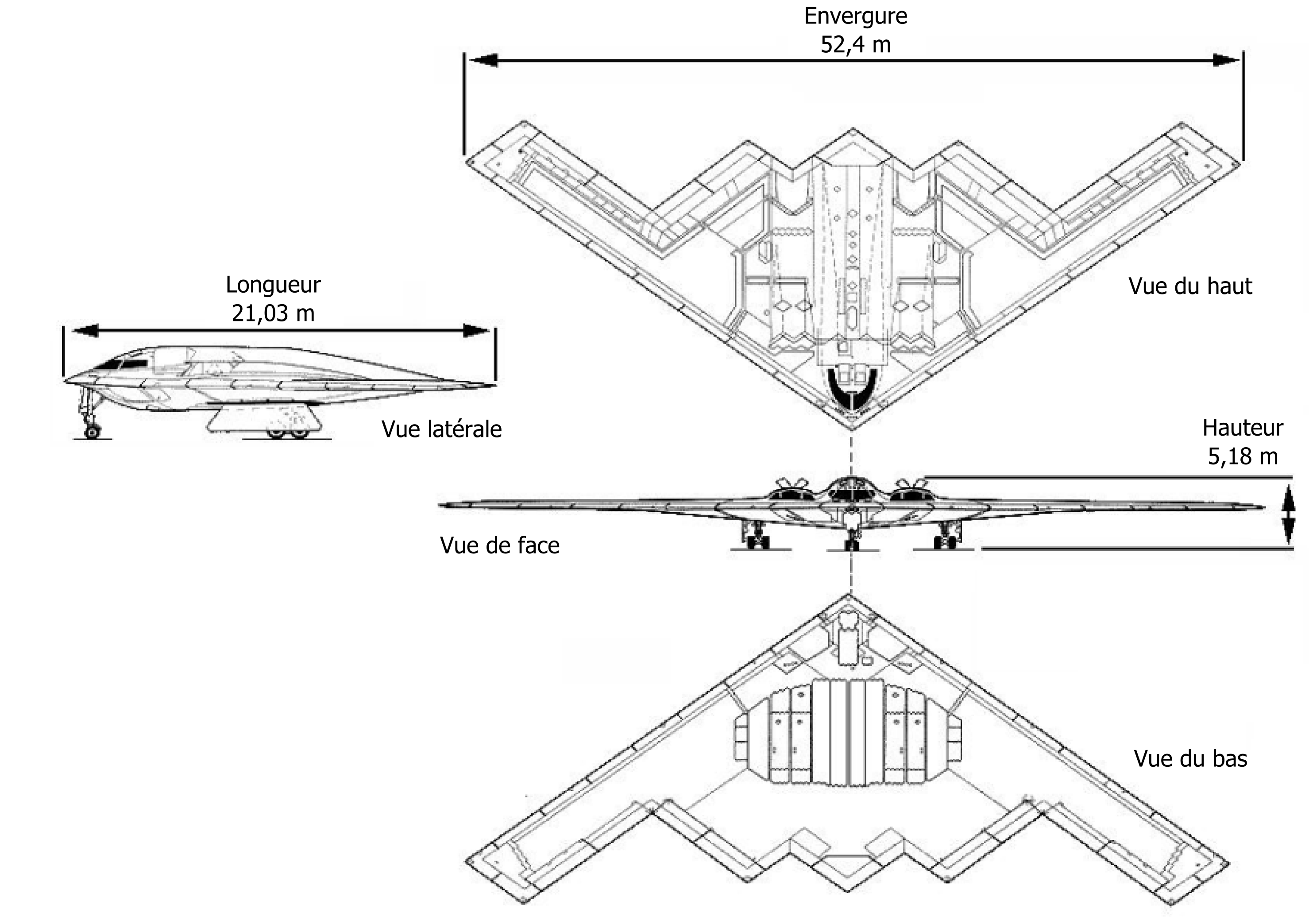
Data.